# Nothochrysa capitata
Nothochrysa capitata är en nätvingeart som först beskrevs av Johan Christian Fabricius, 1793.  Nothochrysa capitata ingår i släktet Nothochrysa och familjen guldögonsländor, Chrysopidae. Arten är reproducerande i Sverige. Inga underarter finns listade i Catalogue of Life.